# Bimia
Bimia is een kevergeslacht uit de familie van de boktorren (Cerambycidae). De wetenschappelijke naam van het geslacht werd voor het eerst geldig gepubliceerd in 1850 door White.

## Soorten
Bimia is monotypisch en omvat slechts de volgende soort:
- Bimia bicolor White, 1850